# پارک ملی درنت فریزه
پارک ملی درنت فریزه (به هلندی: Nationaal Park Drents-Friese Wold) یک منطقهٔ مسکونی و جنگل در هلند است که در فریسلاند واقع شده‌است.